# NGC 982
NGC 982 je spirální galaxie v souhvězdí Andromedy. Její zdánlivá jasnost je 12,5m a úhlová velikost 1,5′ × 0,6′. Je vzdálená 262 milionů světelných let, průměr má 115 000 světelných let. Galaxie je gravitačně vázaná s galaxií NGC 980. Objekt objevil 17. října 1786 William Herschel.